# Taurija
Taurija es una localidad peruana capital del Distrito de Taurija de la Provincia de Pataz en el Departamento de La Libertad. Se ubica aproximadamente a unos 320 kilómetros al sureste de la ciudad de Trujillo.